# Philippe Djokic
Philippe Djokic (* 3. September 1950 in Saint-Max, Grand Est, Frankreich) ist ein kanadischer Geiger und Musikpädagoge französischer Herkunft.

## Leben und Wirken
Djokics Vater stammte aus Jugoslawien, seine Mutter war Französin. Er kam mit seiner Familie 1952 in die USA. An der Juilliard School studierte er bei Christine Dethier und Ivan Galamian und wurde mit dem Fritz-Kreisler-Preis ausgezeichnet. Mit seiner Frau, der Pianistin Lynn Stodola, zog er 1975 nach Nova Scotia, wo sie an der Dalhousie University zu unterrichten begannen. Einer seiner Schüler ist der Geiger Artem Kolesov. 1990 erhielt er die kanadische Staatsbürgerschaft.
1975 gewann Djokic die Compétition Marguerite Long-Jacques Thibault in Paris, 1977 erhielt er den Ersten Preis beim Nachwuchsfestival der CBC. Im gleichen Jahr war er Gewinner des Sibelius-Violinwettbewerbs in Helsinki. Silbermedaillen erhielt er beim Vaclav-Huml-Wettbewerb 1979 in Zagreb und beim Paganini-Wettbewerb 1982 in Genua. Von 1984 bis 1987 war er Konzertmeister der Symphony Nova Scotia, mit der er als Solist 1992 Jean Sibelius’ Violinkonzert aufnahm. Er trat als Solist in der Londoner Wigmore Hall auf und ist regelmäßiger Gast der Festivals von Sitka und Anchorage und des Park City International Chamber Music Festival in Utah. Als Gastsolist arbeitete er mit europäischen und US-amerikanischen Orchestern, in Kanada u. a. mit dem Toronto Symphony Orchestra, dem Montreal Symphony Orchestra und dem Orchestre Symphonique de Québec zusammen.
Mit dem Pianisten William Tritt und dem Cellisten William Valleau gründete Djokic 1975 das Dalart Trio, das bei Konzerten und im Radioprogramm der CBC auftrat und 1978 den Preis der Floyd S. Chalmers Foundation erhielt. Das Trio spielte die Uraufführung von Steve Tittles Where there is no other (only we) (1976) und Clifford Fords Metamorphose (1977).
Nach der Auflösung des Trios 1983 bildete Djokic mit seiner Frau das Duo Djokic-Stodola, das 1985 die Erstaufführung von Oskar Morawetz’ Violinsonate spielte, Tourneen durch Nordamerika und Europa unternahm, 1994 das Ottawa International Chamber Music Festival begründete und regelmäßig am Juneau Jazz and Classic Festival teilnimmt.
Djokic und seine Frau treten auch mit ihren Kindern, der Cellistin Denise Djokic und dem Geiger Mark Djokic auf. Unter anderem nahmen sie als Familie an der Konzertreihe der Cecilia Society in Halifax, am Indian River Festival und am Festival d’Ottawa teil. 2004 gaben Philippe und Denise Djokic ein Konzert in Köln. Häufig tritt Djokic auch mit seinem Bruder, dem Cellisten Pierre Djokic auf.